# Salah Ben Youssef (ministre)
Ne doit pas être confondu avec Salah Ben Youssef.
Salah Ben Youssef (arabe : صالح بن يوسف), né en 1962, est un homme politique tunisien qui occupe le poste de ministre de l'Industrie en 2020.

## Biographie

### Études
Salah Ben Youssef obtient son baccalauréat au lycée pilote Bourguiba de Tunis en 1981. Il obtient une maîtrise d'informatique appliquée à la gestion de l'université Paul-Sabatier de Toulouse en 1985 ainsi qu'un diplôme d'études universitaires générales (spécialités mathématiques et informatique) de la même université.

### Carrière professionnelle et politique
Il occupe plusieurs postes dans le secteur privé. De 1985 à 1990, il est assistant à supervising senior chez KPMG à Paris. Il est ensuite directeur général adjoint chez Profil Métal Desnoyers de 1995 à 1998, associé gérant du cabinet de conseil, d'audit et de commissariat aux comptes Finor de 1990 à 1991, puis du cabinet d'audit et de comptabilité ACF de 1991 à 1994. À partir de 1999, il gère son propre cabinet de conseil à Tunis.
Il a été trésorier de l'Association tunisienne du logiciel libre et membre de Solidar Tunisie.
En février 2020, il est nommé ministre de l'Industrie dans le gouvernement d'Elyes Fakhfakh.

### Vie privée
Salah Ben Youssef est marié et père d'un enfant.